# Europees kampioenschap voetbal 2020 (Groep C) Oekraïne - Noord-Macedonië
Dit artikel gaat over de wedstrijd in de groepsfase in groep C tussen Oekraïne en Noord-Macedonië die gespeeld werd op donderdag 17 juni 2021 in de Arena Națională te Boekarest tijdens het Europees kampioenschap voetbal 2020. Het duel was de zestiende wedstrijd van het toernooi.

## Voorafgaand aan de wedstrijd
- Oekraïne stond bij aanvang van het toernooi op de 24ste plaats van de FIFA-wereldranglijst.[1] Vijftien Europese landen en EK-deelnemers stonden boven Oekraïne op die lijst. Noord-Macedonië was op de 62ste plek terug te vinden.[2] Noord-Macedonië kende 31 Europese landen en alle overige 23 EK-deelnemers die een hogere positie op de ranglijst hadden.
- Oekraïne en Noord-Macedonië troffen elkaar voor deze wedstrijd al vier keer. Oekraïne won twee keer, eenmaal zegevierde Noord-Macedonië en één keer eindigde het duel onbeslist. Nooit eerder speelden deze landen op een groot eindtoernooi tegen elkaar.
- Voor Oekraïne was dit haar derde deelname aan een EK-eindronde, en wel op rij. Oekraïne kwam nog niet verder dan de groepsfase. Noord-Macedonië nam nooit eerder deel aan een groot eindtoernooi.
- In de eerste speelronde van de EK-groepsfase verloren beide teams. Nederland bleek met 3–2 te sterk voor Oekraïne, Noord-Macedonië ging met 3–1 onderuit tegen Oostenrijk.

## Wedstrijdgegevens[3]
| Datum                  | 17 juni 2021 | 17 juni 2021 |
| Aftrap                 | 15:00 uur | 15:00 uur |
| Wedstrijdnummer        | 16 | 16 |
| Stadion                | Arena Națională, Boekarest                                                                                             | Arena Națională, Boekarest                                                                                             |
| Toeschouwers           | 12.445 | 12.445 |
| Scheidsrechter         | Fernando Rapallini | Fernando Rapallini |
| Assistenten            | Juan Pablo Belatti Diego Yamil Bonfa                                                                                   | Juan Pablo Belatti Diego Yamil Bonfa                                                                                   |
| Vierde official        | Slavko Vinčić | Slavko Vinčić |
| Videoscheidsrechters   | Alejandro Hernández José María Sánchez Martínez (assistent) Filippo Meli (assistent) Juan Martínez Munuera (assistent) | Alejandro Hernández José María Sánchez Martínez (assistent) Filippo Meli (assistent) Juan Martínez Munuera (assistent) |
| Man van de wedstrijd   | Andrij Jarmolenko | Andrij Jarmolenko |
|                        | Oekraïne | Noord-Macedonië |
| Doelpunten             | 2 | 1 |
| Gele kaarten           | 1 | 2 |
| Rode kaarten           | 0 | 0 |
| Wissels                | 4 | 5 |
| Schoten op doel        | 8 | 5 |
| Schoten naast doel     | 6 | 6 |
| Overtredingen          | 9 | 9 |
| Hoekschoppen           | 5 | 5 |
| Buitenspel             | 3 | 1 |
| Passnauwkeurigheid (%) | 88 | 85 |
| Balbezit (%)           | 52 | 48 |

| Oekraïne | 2 – 1           | Noord-Macedonië |
| (Vjatsjeslav Karavajev) Andrij Jarmolenko 29' (Andrij Jarmolenko) Roman Jaremtsjoek 34' Roeslan Malinovski 84' (pen.) | goals (assists) | 57' (pen.) Ezgjan Alioski 57' Ezgjan Alioski |
| Andrij Sjevtsjenko | bondscoach      | Igor Angelovski |
| Heorhij Boesjtsjan Oleksandr Karavajev Illya Zabarnyi Mykola Matvijenko Vitaliy Mykolenko Taras Stepanenko ( 70') Mykola Sjaparenko 78' Oleksandr Zintsjenko Andrij Jarmolenko 70' Roman Jaremtsjoek 75' Roeslan Malinovski 90+2' | opstellingen    | Stole Dimitrievski Stefan Ristovski 85' Darko Velkovski Visar Musliu 46' Boban Nikolov 85' Arijan Ademi 46' Stefan Spirovski Ezgjan Alioski 70' Enis Bardhi Goran Pandev Eljif Elmas |
| Viktor Tsihankov 70' Artem Besjedin 70' Serhij Sydortsjoek 78' Eduard Sobol 90+2' | wissels         | 46' Aleksandar Trajkovski 46' Darko Čurlinov 77' Daniel Avramovski 85' Kire Ristevski 85' Ivan Tričkovski                                                                            |
| Mykola Sjaparenko 43' | gele kaarten    | 59' Darko Velkovski 83' Daniel Avramovski |
| | rode kaarten    | |